# 安東行動

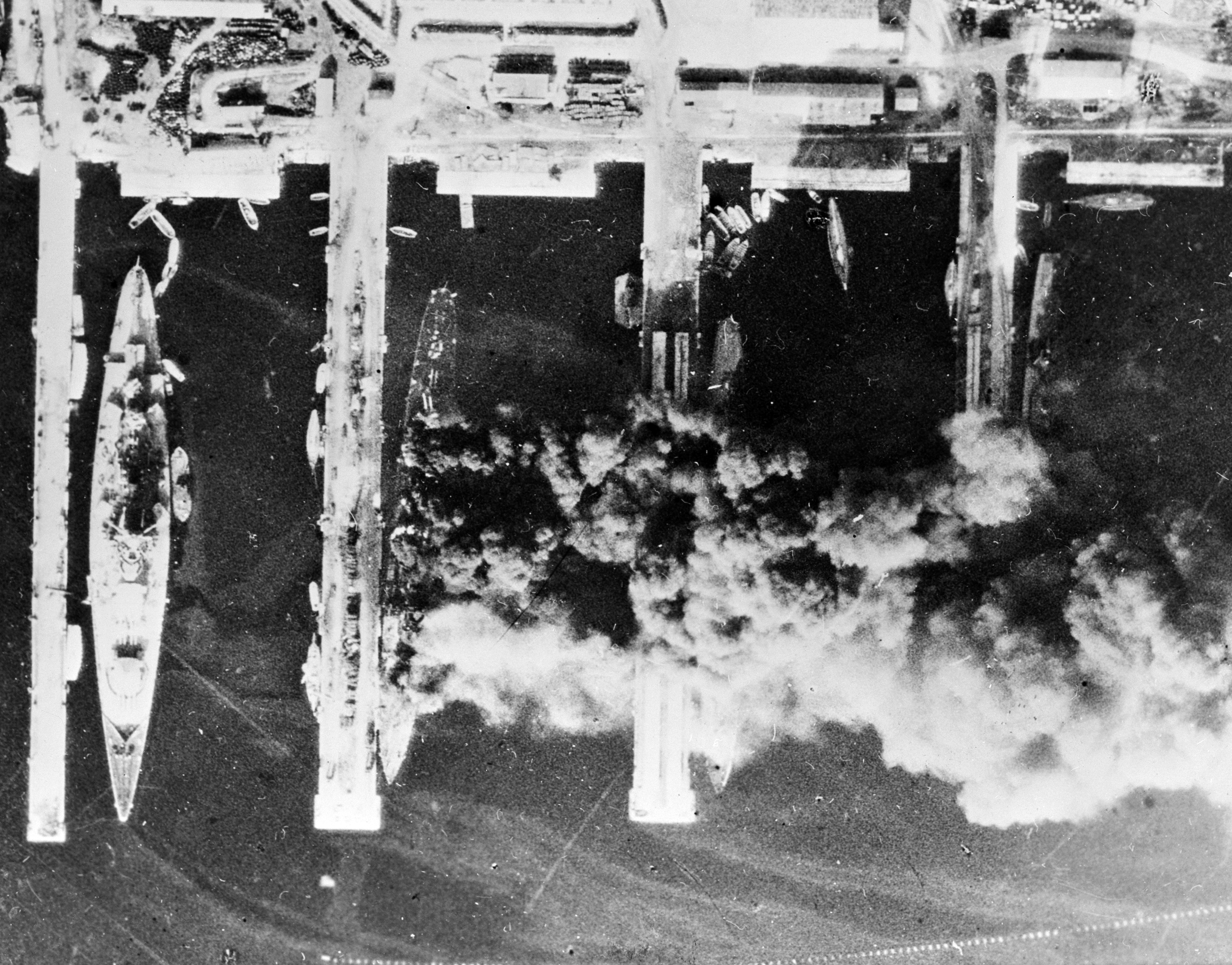
從空中俯瞰土倫港中被鑿沉的法國艦隊：圖中有左至右依序為史特拉斯堡號、柯爾貝爾號巡洋艦 (1928年)、阿爾及利亞號、馬賽曲號巡洋艦 (1935年)

安東行動（德語：Fall Anton）是1942年11月德國和意大利對法國南部自由區的軍事佔領行動。它標誌著維希法國作為名義上的獨立國家的結束和其軍隊的解散，但它在被佔領的法國繼續作為傀儡政府存在。維希法國的武裝部隊在解散前的最後行動之一是在土倫鑿沉本國艦隊，以防止其落入軸心國之手。

## 過程
到1942年11月10日晚，軸心國軍隊已完成安東方案的準備工作。第1軍團從與西班牙邊境平行的大西洋海岸推進，而第7軍團則在約翰內斯·布拉斯科維茨大將的指揮下從法國中部向維希和土倫推進。義大利第4軍團佔領了法國裡維埃拉，義大利一個師登陸科西嘉島。11月11日晚，德國坦克已抵達地中海沿岸。
德國人計畫的「莉拉行動」是為了完整地俘虜在土倫的法國艦隊。法國海軍指揮官透過談判和詭計成功地拖延了德國人的時間，在德國人抓住他們之前於11月27日擊沉了他們的船隻，防止了3艘戰艦、7艘巡洋艦、28艘驅逐艦和20艘潛艦落入軸心國手中。儘管德國海軍參謀部感到失望，但希特勒認為，消滅法國艦隊標誌著安東行動的成功，因為艦隊的摧毀使戴高樂和自由法國海軍無法獲得成功。
維希法國限制了對反對違反1940年停戰協定的無線電廣播的抵制。德國政府反駁說，是法國首先違反了停戰協定，沒有堅決抵抗盟軍在北非的登陸。5萬兵力的維希法軍在土倫周圍佔據防禦陣地，但在面對德軍要求解散時，由於缺乏抵抗軸心國的軍事能力，它不得不解散。

## 後續
儘管維希政權只不過是一個傀儡政府，但它繼續對除阿爾薩斯-洛林以外的整個法國本土行使名義上的民事權力，就像它自1940年以來所做的那樣。墨索里尼下台後，義大利佔領區被廢除。義大利政府隨後於1943年提出停戰請求。從此時起法國一直處於德國的完全佔領之下，直到1944年盟軍登陸並解放該國。